# 喜多村英梨
喜多村英梨（日语：／ Kitamura Eri，1987年8月16日—）是日本的女性聲優、歌手。唱片公司為自主音乐制作dystopia record和ロッカンミュージック。身高157公分，血型A型。小時候是童星，當時藝名為岡村英梨。

## 簡歷
由於母親對動畫、聲優有濃厚興趣，因此自小就喜歡動畫，有成為聲優的想法。
既是插圖能手也是秋葉原迷的發燒友，被愛好者敬稱為「發燒友Eri大畫家」。其他的興趣分別是漫畫、電玩、動畫鑑賞。
當上聲優是演活自身的口才。由於2003年被進行了的普通公開招募的VS試聽2003（波麗佳音主辦）獲得最高獎。所以2005年10月擔任電視動畫『BLOOD+』女主角音無小夜的配音，作為備受期待的新人之一。和聲優福圓美里關係很好。
前廣瀨項目所屬，從2007年1月1日移籍kaleidoscope。并于2009年12月1日再度移籍至EARLY WING。
2012年8月8日發表移籍至EARLY WING系列事務所的Ability Soul Pro。2014年年中又再次移回EARLY WING。
2013年創立了個人服裝品牌【Ghos†sehC】  ，生日當天【Ghos†sehC】的官方網站正式開始營運。
2016年11月1日，宣佈更換唱片公司為TMS MUSIC，並在2017年發售迷你專輯。
2019年1月1日離開EARLY WING，恢復自由身。

## 嗜好
喜愛甜的食物（例如：rusk、pastry），討厭苦的東西（例如：咖啡）。
受到母親的影響，愛好御宅系事物及動畫。喜歡的插畫家、漫畫家包括大暮維人、西E田等。

## 演出作品
※粗體字表示說明飾演的主要角色。

### 電視動畫

#### 2000年代
2003年
- 最後流亡（塔琪安娜·魏斯洛）

2004年
- 真珠美人魚（星羅）

2005年
- BLOOD+（音無小夜）

2006年
- SIMOUN（阿姆利亞）
- 雙面騎士（安娜）
- 暗夜第六感（谷口良美）

2007年
- 偶像大師 XENOGLOSSIA（菊地真）
- 一騎當千 Dragon Destiny（夏侯淵妙才）
- 風之聖痕（天使）
- 蠟筆小新（腰元）
- 萌少女的戀愛時光（九重凜）
- 地獄少女 二籠（森內樹里）
- 鬼面騎士（小孩）
- 瀨戶的花嫁（不知火明乃）
- 戰爭童話集系列 兩個胡桃（彩花）
- 逮捕令 フルスロットル（ユカリ）
- 奔向地球（トォニィ（幼少時代））
- 桃華月憚（犬飼真琴）
- POTEMAYO（森山素直）
- 南家三姊妹（內田優加）

2008年
- 一騎當千 Great Gardians（夏侯淵妙才）
- 雨夜之月（夜行）
- 吸血鬼騎士（遠矢莉磨）
- 吸血鬼騎士 Guilty（遠矢莉磨）
- 狂亂家族日記（西倉明（ピエール））
- 鋼鐵新娘（小林三平太）
- 死後文（八廣蘭）
- 純情羅曼史（上條弘樹（少年））
- のらみみ（シナモン）
- BLASSREITER（レーネ）
- PERSONA -trinity soul-（榊葉拓朗之父）
- 南家三姊妹～再來一碗～（內田優加）
- 乃木坂春香的秘密（澤村良子）
- Chaos;Head（咲畑梨深）
- 食靈-零（春日夏樹）
- TIGER×DRAGON！（川嶋亞美）

2009年
- 南家三姊妹～歡迎回來（內田優加）
- FRESH光之美少女!（蒼乃美希／莓天使）
- 穿越宇宙的少女（莉莉）
- 女王之刃 流浪的戰士（「戰鬥教官」阿莱茵）
- 女王之刃 玉座的繼承者（「戰鬥教官」阿莱茵）
- 黑神（卡庫瑪）
- 加奈日記（東日向）
- 超能力大戰（夏娃·諾伊休凡·舒坦因）
- 大正野球娘（月映靜）
- 化物語（阿良良木火憐）
- 機巧魔神（倉澤六夏）
- 東京震級8.0（真由）
- FAIRY TAIL魔導少年（卡娜·阿爾貝羅納、阿葵亞）
- 海貓悲鳴時（謝斯塔410）
- 乃木坂春香的秘密Purezza（澤村良子）
- 夢色蛋糕師（天王寺麻里）

#### 2010年代
2010年
- 吸血鬼同盟（奈麗）
- 空·之·音（墨埜谷暮羽）
- WORKING!!迷糊餐廳（轟八千代）
- Angel Beats!（由依）
- FAIRY TAIL（格雷‧佛爾帕斯塔（少年時代））
- 無頭騎士異聞錄 DuRaRaRa!!（折原舞流）
- 學園默示錄（高城沙耶）
- 戰鬥陀螺 鋼鐵奇兵 爆（蘇菲）
- 屍鬼（倉橋佳枝）

2011年
- 青之驅魔師（神木出雲）
- 人家一點都不喜歡啦！（高梨奈緒）
- 30歲的健康教育（美醬&空醬）
- 戰國少女～桃色異傳～（明智光秀）
- 迷糊軟網社（澤夏琴音）
- 妖怪少爺 ～千年魔京～（奴良陸雄（幼年時期）、奴良鯉伴（幼年時期）、牛鬼（幼年時期））
- FreeZing（加妮沙·羅蘭）
- 魔法少女小圓（美樹沙耶香）
- 迷茫管家與膽怯的我（涼月奏）
- Rio RainbowGate!（ミザリィ、報導員）
- 最後流亡-銀翼的飛夢-（塔琪安娜·魏斯洛）
- C3 -魔幻三次方-（上野錐霞）
- WORKING!!迷糊餐廳（轟八千代）
- SKET DANCE（謎題女）
- HIGH SCORE（藤原愛實、羽柴泉水）

2012年
- 要聽爸爸的話！（小鳥遊美羽）
- 偽物語（阿良良木火憐）
- 紙箱戰機W（潔西卡·凱歐斯）
- BLACK★ROCK SHOOTER（出灰加賀里）
- 黃昏乙女×失憶幽靈（庚霧江）
- 襲來！美少女邪神（八坂真尋）
- Campione 弒神者！（琍琍亞娜·葛蘭尼查爾）
- 寵物小精靈超級願望（霍米加）
- 就算是哥哥，有愛就沒問題了，對吧（二階堂嵐）
- DOG DAYS'（阿德萊德·格蘭瑪尼亞）
- 超譯百人一首戀歌（藤子）
- 少女與戰車（大吉嶺）
- 貓物語（黑）（阿良良木火憐）

2013年
- 開漫－啦！（彩野光）
- 幕末義人傳 浪漫（小春）
- 閃亂神樂（焰）
- 南家三姊妹 我回來了（內田優加）
- 黑色嘉年華（奇琪、少年花礫）
- 絕對防衛利維坦（巴哈姆特）
- 襲來！美少女邪神W（八坂真尋）
- 蟲奉行（真白）
- 神不在的星期天（蒂伊·恩吉·史特拉特米特斯[7]）
- 物語系列 第二季（阿良良木火憐）
- 穿透幻影的太陽（星河星羅）
- 超次元戰記 戰機少女（優妮）
- 京騷戲畫（八瀨）
- 我要成為世界最強偶像（桐島真琴）
- 東京闇鴉（倉橋京子）

2014年
- HAMATORA ─超能偵探社─（哈尼）
- 鬼燈的冷徹（阿香）
- 大家集合！Falcom 學園（莉莉亞）
- FAIRY TAIL魔導少年（卡娜·阿爾貝羅納）
- 銀河騎士傳（仄姊妹）
- 東京ESP（春日夏希）
- 花物語（阿良良木火憐）
- CROSSANGE 天使與龍的輪舞（薩莉亞）
- 魔术快斗1412（小泉红子）
- 巴哈姆特之怒 GENESIS（克兒佩洛斯）
- （東雲麗）
- 憑物語（阿良良木火憐）

2015年
- 無頭騎士異聞錄 DuRaRaRa!!×2 承（折原舞流）
- 夜晚的小雙俠（蕾帕特／多龍芝）
- DOG DAYS''（阿德萊德·格蘭瑪尼亞）
- 魔法少女奈葉ViVid（莉奧·維斯利）
- 銀河騎士傳 第九行星戰役（仄姊妹）
- 山田君與7人魔女（小田切寧寧）
- 青春×機關槍（赤羽市）
- 無頭騎士異聞錄 DuRaRaRa!!×2 轉（折原舞流）
- WORKING!!迷糊餐廳（轟八千代、小鳥遊宗太〈童年〉）
- 青春×機關槍 特別篇「這是野獸們的戰場！」（赤羽市）

2016年
- 大叔與棉花糖（若林伊織）
- 夢幻之星Online2 The Animation（庫娜）
- 無頭騎士異聞錄 DuRaRaRa!!×2 結（折原舞流）
- 火星異種 復仇（阿米莉亞·文卡特斯）
- 我的英雄學院（蘆戶三奈）
- 熊巫女（酒田響）
- Rewrite（千里朱音）
- NEW GAME!（叶月雫、水雲）
- TABOO TATTOO－禁忌咒紋－（莉莎·洛夫洛克）
- 時間飛船24（畢瑪喬）
- 時空囚徒（安琪）
- ViVid Strike!（莉奧·維斯利）
- 青鬼～真·動畫～（美香）
- 奇異太郎少年的妖怪繪日記（狐面女性〈妖狐〉）
- 伯納德小姐說（町田佐和子）
- 卡片鬥爭!！先導者 G NEXT（星崎諾亞）

2017年
- 青之驅魔師 京都不淨王篇（神木出雲）
- CHAOS;CHILD（咲畑梨深）
- Rewrite -Moon篇 Terra篇-（千里朱音）
- 我的英雄學院 第2期（蘆戶三奈、飯田天哉的母親）
- 不正經的魔術講師與禁忌教典（瑟莉卡·阿爾佛聶亞）
- 武裝少女Machiavellianism（鳴神虎春）
- 戀愛暴君（提亞拉）
- 巴哈姆特之怒 VIRGIN SOUL（可魯貝洛斯）
- sin 七大罪（路西法）
- 名侦探柯南（三好純子）
- 戀愛與謊言（五十嵐柊、旁白）
- 來自深淵（米蒂）[8]
- NEW GAME!!（葉月雫、水雲[9]）
- 辣妹與我的第一次（本城蘭子）
- 地獄少女 宵伽（西野千鶴）
- 品酒要在成為夫妻之後（水澤千里）
- 時間飛船24 逆襲的三惡人（畢瑪喬）
- 鬼燈的冷徹 第貳期（阿香、兒時的蓬）
- 卡片鬥爭！先導者G Z（星崎諾亞/混沌破壞）

2018年
- 刀使之巫女（市杵島姬）
- 齊木楠雄的災難 第二期（相卜命）
- 立花館戀愛三角關係（三井苑愛）
- 魔法少女網站（貝島惠理香）
- 我的英雄學院 第3期（蘆戶三奈）
- 鬼燈的冷徹 第貳期 其之貳（阿香）
- ISLAND（樞都夏未）
- 春原莊的管理員小姐（椎名亞樹）
- 百鍊霸王與聖約女武神（高尾沙耶）
- 寄宿學校的茱麗葉（索馬利·隆赫亞德）
- 書店裡的骷髏店員本田（繃帶[10]、卡特莉娜、ちえちゃん、來電者、樹、いつき、哥德蘿莉）
- CONCEPTION（蘇[11]）
- 我喜歡的妹妹不是妹妹（篠崎麗華[12]）
- 閃亂神樂 SHINOVI MASTER -東京妖魔篇-（焰[13]）

2019年
- 粉彩回憶（女孩子C）
- 超可動女孩1/6（薺）
- 賢惠幼妻仙狐小姐[14]
- 魔術學姐（咲[15]）
- 非洲的動物上班族（獅子村、兔子親子）
- 我的英雄學院 第4期（蘆戶三奈）
- 夢幻之星Online2 EPISODE ORACLE（庫娜）

#### 2020年代
2020年
- 魔法紀錄 魔法少女小圓外傳（美樹沙耶香）
- 昨日之歌（柚原知佳[16]）
- DECA-DENCE（紅、管子）
- 魔法科高中的劣等生 來訪者篇（七草香澄）
- 名偵探柯南（西条彩華）

2021年
- 轉生成蜘蛛又怎樣！（菲倫／漆原美麗）
- 我的英雄學院 第5期（蘆戶三奈）
- 魔法紀錄 魔法少女小圓外傳 2nd SEASON -覺醒前夜-（美樹沙耶香）
- 大正處女御伽話（志磨珠代）
- 鍵等（千里朱音）
- 鬥神姬（ゾーイ・ピーターソン）

2022年
- 東京24區（樂奇）
- 通靈王（第2作）（巴斯卡·阿帕布）
- 魯邦三世 PART6（嘉比）
- 與變成了異世界美少女的大叔一起冒險（盧修斯）
- 鍵等（由依）
- 女性向遊戲世界對路人角色很不友好（戴德莉）
- 神渣☆偶像（信濃瞳）
- 來自深淵 烈日的黃金鄉（米蒂）
- 寶可夢 旅途（櫻木〈幼少期〉）
- 徹夜之歌（平田妮可[17]）
- OVERLORD IV（絲卡瑪·埃貝洛）
- 我的英雄學院 第6期（蘆戶三奈）
- 秋葉原冥途戰爭（雅日）

2023年
- 英雄王，為了窮盡武道而轉生～而後成為世界最強見習騎士♀～（希絲緹亞·魯修[18]）
- 寶可夢 地平線（妮莫[19]）

2024年
- 青之驅魔師 島根啟明結社篇（神木出雲[20]）
- 北海道辣妹金古錐（冬木真衣[21]）
- 戰鬥陀螺X（蘇菲）
- 魔法科高中的劣等生 第3期（七草香澄[22]）
- 新幹線變形機器人 CHANGE THE WORLD（大成伊奈[23]）
- 蜻蛉高球（安谷屋圓〉）
- 我的英雄學院 第7期（蘆戶三奈）
- 終末的火車前往何方？（常盤女）
- 青之驅魔師 雪之盡頭篇（神木出雲[24]）

2025年
- 秘密的偶像公主（第2期）（リング・クローバー[25]）
- 忍者與殺手的兩人生活（黑[26]、背叛的忍者〈领导〉）
- #空帕斯2.0：陣地攻防戰（輝龍院奇拉拉[27]）
- 徹夜之歌（第2期）（平田妮可[28]）

### 劇場動畫
2008年
- 空之境界 第六章『忘卻錄音』（黑桐幹也（幼少時）、橘佳織）

2009年
- 光之美少女 All Stars DX 大家都是朋友☆奇蹟的全員大集合！（蒼乃美希／莓天使）
- 光之美少女！玩具王国有很多秘密!?（蒼乃美希／莓天使）
- 名偵探柯南 漆黑的追跡者（木谷友美）

2010年
- 光之美少女 All Stars DX2 希望之光☆守護彩虹寶石！（蒼乃美希／莓天使／エンジェルベリー）
- 破刃之劍（萊托）

2011年
- 光之美少女 All Stars DX3 傳達到未來！連結世界☆彩虹之花！（蒼乃美希／莓天使）

2012年
- 青之驅魔師 劇場版（神木出雲）
- 劇場版 魔法少女小圓 [前篇] 起始的物語（美樹沙耶香）
- 劇場版 魔法少女小圓 [後篇] 永遠的物語（美樹沙耶香）

2013年
- 劇場版 魔法少女小圓 [新篇] 叛逆的物語（美樹沙耶香）

2015年
- 少女與戰車 劇場版（土屋、大吉嶺）

2017年
- 少女與戰車 最終章（第1話）（土屋、大吉嶺、王大河）

2018年
- 我的英雄學院劇場版：兩個人的英雄（蘆戶三奈）

2019年
- 少女與戰車 最終章（第2話）（土屋、大吉嶺）
- 我的英雄學院劇場版：英雄新世紀（蘆戶三奈）

2020年
- 來自深淵 深沉靈魂的黎明（米蒂）
- 想哭的我戴上了貓的面具（黃豆粉）

2021年
- 銀魂 THE FINAL（吉田松陽〈少年體〉）
- 少女與戰車 最終章（第3話）（土屋、大吉嶺）

2023年
- 少女與戰車 最終章（第4話）（土屋、大吉嶺）

2024年
- 死亡愛麗絲 最終最後的物語（仙度瑞拉[29]）

2025年
- 劇場版 鏈鋸人 蕾潔篇（颱風惡魔[30]）
- 少女與戰車 更加相親相愛作戰！（大吉嶺[31]）

2026年
- 劇場版 魔法少女小圓 〈魔女之夜的迴天〉（美樹沙耶香）

### OVA
2007年
- ICE（ミント）
- 萌少女的戀愛時光（九重凜）
- 機械女僕（由衣）
-瑪莉亞的凝望 第3季（輕部逸繪）

2008年
- 絕對衝激 ～柏拉圖之心～（たっぴい）
- 舞-乙HiME 0〜S.ifr〜（シスター・シオン）

2009年
- 萌少女的戀愛時光 2学期（九重凜）
- 瀨戶的花嫁 OVA 仁·義 （不知火明乃）
- 電波系彼女（廣瀨奈緒）
- 南家三姊妹～甜品别腹（内田優加）

2010年
- 妖魔同鄰足洗邸（望月玉兔）
- 怪物王女 〜暗闇王女〜（麗莎·瓦德曼）
- 女王之刃（阿莱茵）
- 快打旋風IV OVA（ハン・ジュリ）
- DREAM C CLUB PURE SONGS CLIPS（みお）
- NO MORE HEROES 2（シノブ）
- 魔神凯撒SKL（フラッシュ）

2011年
- 怪物王女 〜特急王女〜（麗莎·瓦德曼）
- 學園默示錄 Drefters of the DEAD（高城沙耶）
- 改造新人類（名取羽美）
- 萌少女的戀愛時光 小孩子的夏季时间（九重凜）
- 偽物語（阿良良木火憐）

2012年
- One off（前園利繪）

2013年
- 屍體派對 被暴虐的靈魂的咒叫（持田由香）

2016年
- FAIRY TAIL 妖精們的懲罰遊戲（卡娜）
- 熊巫女（酒田響）
- FAIRY TAIL 妖精們的聖誕節（卡娜）

2017年
- 鬼燈的冷徹 OAD4（阿香）

### 網路動畫
2017年
- 惡作劇魔女與不眠之街（莉巴蒂）

2019年
- 齊木楠雄的災難 始動篇（相卜命[32]）[注 1]

2024年
- 物語系列 第外季&第怪季（阿良良木火憐[33]）

### 同人動畫
- 東方奇闘劇3（多多良小傘）

### 遊戲
- 神曲奏界Polyphonica 三&四話BOX版（絲諾德羅布）
- 武裝神姬BATTLE RONDO（犬型MMS 嚎凜）
- 神曲奏界Polyphonica Memories White（絲諾德羅布、安塔娜莉亞）
- Chaos;Head（咲畑梨深）
- 電擊學園RPG：女神的十字架（春日井绊奈）
- 蘿樂娜的鍊金工房 ～亞蘭德之鍊金術士～（庫蝶莉亞·馮·費爾巴哈）
- 托托莉的鍊金工房 ～亞蘭德之鍊金術士2～（庫蝶莉亞·馮·費爾巴哈）
- 戰場女武神2 加利亞王立士官學校（柯賽特·柯爾哈斯）
- 魔塔大陸3 世界終焉的引線是少女彈奏之詩 （芬妮露）
- 超級快打旋風4（蛛俐）
- 公主戀人（鳳條院聖華）
- Rewrite（千里朱音）
- Rewrite Harvest festa!（千里朱音）
- 紅魔城伝説II 妖幻の鎮魂歌（蕾米莉雅·斯卡雷特）
- 时间与永远（托娃）
- 魔界戰記4（阿爾蒂娜）
- 超次元戰記 戰機少女mk2（優妮）
- 大騎士物語（麗莎）
- 電鋸甜心（茱麗葉·斯塔林）
- 親吻那片花瓣（羽村佳織）
- Granado Espada（雪琳）
- 屍體派對（持田由香）
- 臨時女友（東雲麗）
- 闪乱神乐 -少女们的真影-（焰）
- 闪乱神乐 Burst -红莲的少女们-（焰）
- 閃亂神樂2 真紅（日语：閃乱カグラ2 -真紅-）（焰）
- 閃亂神樂 忍乳負重（日语：デカ盛り 閃乱カグラ）（焰）
- 閃亂神樂 忍者對決 少女們的證明（日语：閃乱カグラ SHINOVI VERSUS -少女達の証明-）（焰）
- 閃亂神樂 夏日對決 少女們的選擇（日语：閃乱カグラ ESTIVAL VERSUS -少女達の選択-）（焰）
- 夢幻之星Online2（クーナ、セラフィ）
- Nitro+ Blasterz -Heroines Infinite Duel-（焰）
- 白貓Project（愛斯美拉達．普羅賽尤、露席菈．秋）
- 最终幻想世界（赛拉菲）
- 魔法科高中的劣等生 LOST ZERO（七草香澄）
- SINoALICE（仙度瑞拉）
- 造物法則  （潘朵拉）
- 超級機器人大戰V（薩莉亞）
- 消滅都市 （卡塔莉娜）
- 碧藍航線 （比叡）
- Crash Fever（美樹沙耶香）
- 明日方舟（蜜蜡、卡涅利安）
- 永遠的七日之都 (阿希莉亞)
- 赛博朋克2077（朱迪·阿尔瓦蕾兹）
- 怪物彈珠（項羽）
- 少女前线：云图计划（薇洛儿）
- 世界弹射物语（布茜）

2020年
- 原神 （刻晴）

2021年
- 寶可夢大師（彩豆）

2023年
- 无期迷途（爱缇）

### 特攝
- 宇宙戰隊九連者（マーダッコ）

- 超人力霸王帝納（弓村良（幼年期）

### 同人系列作品
2009年
- 東方奇闘劇3（多多良小傘）

2010年
- 紅魔城傳說II 妖幻鎮魂歌（蕾米莉雅·斯卡雷特）

### 廣播劇CD
- 偶像大師 XENOGLOSSIA 原創廣播劇vol.1、2、3（菊地真）
- CLANNAD 廣播劇CD Vol.5
- 機械女僕（由衣）
- 桃華月憚 華劇草紙 「戀」（犬飼真琴）
- 舞-HiME★DESTINY 龍之巫女 序章（天王寺しおん）
- 舞姬戀風傳 〜花片小話〜（江蓮珠）
- 我的801女友（腐女子、女僕）
- 南家三姐妹（內田優加）
- 泛用人型少女·百式（由里亞100式）
- CHAOS;HEAD 〜The parallel bootleg〜（咲畑梨深）
- 大正野球娘。（月映靜）
- 佰物語（阿良良木火憐）
- 魔乳秘劍帖（魔乳千房）
- 王樣老師(黑崎真冬)
- 魔法少女奈叶The MOVIE 2nd A's 廣播劇CD Side-T （莉奥·维斯利）
- 魔法少女奈叶Reflection 廣播劇CD （莉奥·维斯利）
- 妖怪宅院「附廣播劇CD特裝版」[34]（玖雨狐）

### 其他
- 《電擊DS&Wii》專欄〈喜多村英梨的英梨遊戲〉
- 《秋日天空》宣傳影片（葵亞希）
- Windows Azure日本官方看板娘克勞蒂亞·窗邊（日语：クラウディア・窓辺）
- VOCALOID3 CUL原聲
- 特攝電視劇超人帝拿（弓村涼〈童年〉）※第46話、以岡村英梨名義演出
- 遊戲魔物獵人系列主題綜藝節目《一起去狩獵！》→《一起去狩獵！4》→《一起去狩獵！4G》（旁白）

## 音樂作品

### 單曲
|             | 發售日         | 标题                  | 規格品號                                                     | Oricon週間最高位 |             |
| PONY CANYON | PONY CANYON    | PONY CANYON           | PONY CANYON                                                  | PONY CANYON      | PONY CANYON |
| ----------- | -------------- | --------------------- | ------------------------------------------------------------ | ---------------- | ----------- |
| 1st         | 2004年4月21日  | Before the Moment     | PCCG-00639                                                   | 121位            |             |
| 2nd         | 2004年8月18日  | つよがり              | PCCG-00651                                                   | 113位            |             |
| Lantis      |                |                       |                                                              |                  |             |
| 1st         | 2008年7月23日  | REALIZE               | LACM-4513                                                    | 92位             |             |
| 2nd         | 2009年1月21日  | Guilty Future         | LACM-4562                                                    | 81位             |             |
| STARCHILD   |                |                       |                                                              |                  |             |
| 1st         | 2011年8月10日  | Be Starters!          | KICM-91351/2（初回盤） KICM-1351（通常盤）                   | 14位             |             |
| 2nd         | 2011年11月9日  | 紋                    | KICM-91367/8（初回盤） KICM-1367（通常盤）                   | 16位             |             |
| 3rd         | 2012年2月8日   | Happy Girl            | KICM-91380/1（初回盤） KICM-1380（通常盤）                   | 5位              |             |
| 4th         | 2012年11月7日  | Destiny               | KICM-91415/6（初回盤） KICM-1415（通常盤）                   | 13位             |             |
| 5th         | 2013年1月9日   | Miracle Gliders       | KICM-91430/1（初回盤） KICM-1430（通常盤）                   | 13位             |             |
| 6th         | 2013年8月7日   | Birth                 | KICM-91460/1（初回盤） KICM-1460（通常盤）                   | 20位             |             |
| 7th         | 2014年5月14日  | 掌 -show-             | KICM-91517/8（初回盤） KICM-1517（通常盤）                   | 20位             |             |
| 8th         | 2014年10月29日 | 凛麗                  | KICM-91552（初回盤） KICM-1553（動畫盤） KICM-1554（通常盤） | 10位             |             |
| TMS MUSIC   |                |                       |                                                              |                  |             |
| 1st         | 2017年7月26日  | DiVE to GiG - K - AiM | TMS-350（初回盤） TMS-351（通常盤）                          | 26位             |             |
| 2nd         | 2017年9月27日  | arcadia † paroniria   | TMS-353（初回盤） TMS-354（通常盤）                          | 23位             |             |
| 3rd         | 2018年1月24日  | 妄想帝国蓄音機        | TECI-599（初回盤） TECI-600（通常盤）                        | 38位             |             |

### 專輯
|           | 發售日        | 标题                | 規格品號                                 | Oricon週間最高位 |
| STARCHILD | STARCHILD     | STARCHILD           | STARCHILD                                | STARCHILD        |
| --------- | ------------- | ------------------- | ---------------------------------------- | ---------------- |
| 1st       | 2012年7月25日 | RE;STORY            | KICS-91791（初回盤） KICS-1791（通常盤） | 5位              |
| 2nd       | 2014年4月9日  | 証×明 -SHOMEI-      | KICS-93030（初回盤） KICS-3030（通常盤） | 7位              |
| TMS MUSIC |               |                     |                                          |                  |
| 迷你      | 2017年3月22日 | Revolution 【re:i】 | TMS-346（初回盤） TMS-347（通常盤）      | 20位             |

### 角色歌
| 發售日      | 主題                                                       | 名義 | 樂曲 | 關聯作品                                                   |        |
| 2004年      | 2004年                                                     | 2004年 | 2004年 | 2004年                                                     | 2004年 |
| ----------- | ---------------------------------------------------------- | --- | --- | ---------------------------------------------------------- | ------ |
| 10月20日    |                                                            | 星羅（喜多村英梨） | 「Beautiful Wish」 | 動畫《真珠美人魚》第二季插入歌                             |        |
| 12月15日    |                                                            | 星羅（喜多村英梨） | 「Birth of Love」 | 動畫真珠美人魚第二季角色歌                                 |        |
| 2007年      |                                                            | | |                                                            |        |
| 6月20日     |                                                            | 犬飼真琴（喜多村英梨） With 守東桃香（伊瀨茉莉也）& 川壁桃花（早見沙織） | 「」 | 動畫《桃華月憚》片頭曲                                     |        |
| 6月29日     |                                                            | 喜多村英梨 | 「」 | PC遊戲《神曲奏界Memories White》主題歌                     |        |
| 8月22日     |                                                            | 菊地真（喜多村英梨） | 「」 | 動畫《偶像大師 XENOGLOSSIA》角色歌                         |        |
| 10月3日     |                                                            | 不知火明乃（喜多村英梨） | 「」 | 動畫《瀨戶的花嫁》角色歌                                   |        |
| 10月24日    |                                                            | 九重凜（喜多村英梨）、鏡黑（真堂圭）、宇佐美美（門脇舞以） | 「」 | 動畫《萌少女的戀愛時光》片頭曲                             |        |
| 11月21日    | 桃華月憚 華劇草紙「恋」                                    | 犬飼真琴（喜多村英梨） | 「」 | 動畫《桃華月憚》角色歌                                     |        |
| 11月21日    |                                                            | 由依（喜多村英梨） | 「」 「」 「」 | OVA《機械女僕》片頭曲                                      |        |
| 12月26日    |                                                            | 九重りん（喜多村英梨） | 「」 「 (Rin version)」 | 動畫《萌少女的戀愛時光》角色歌                             |        |
| 2008年      |                                                            | | |                                                            |        |
| 2月22日     |                                                            | 由依（喜多村英梨） | 「」 | OVA《機械女僕》角色歌                                      |        |
| 4月23日     |                                                            | 内田和吉野（喜多村英梨和豐崎愛生） | 「」 | 動畫南家三姊妹角色歌                                       |        |
| 5月11日     | Risauta 2006-2007 vol.1                                    | 如月ユキ（喜多村英梨） | 「HoneyPot」 | 原創組合「りさうた☆ALLSTARS」角色歌                        |        |
| 10月22日    |                                                            | 逢坂大河（釘宮理惠）、櫛枝實乃梨（堀江由衣）、川嶋亞美（喜多村英梨） | 「」 「」 | 動畫《TIGER×DRAGON！》片頭曲                               |        |
| 11月28日    |                                                            | DEKABANCHO（森永理科＆喜多村英梨） | 「」 | 《瀨戶的花嫁OVA 仁》片尾曲                                 |        |
| 12月24日    | 天使爛漫 Love Power                                        | 燦（桃井晴子）、留奈（野川櫻）、巡（森永理科）、明乃（喜多村英梨） | 「天使爛漫 Love Power」 | 《瀨戶的花嫁 OVA 義》片頭曲                                |        |
| 12月24日    | CHAOS;HEAD NOAH キャラクターソング 〜TRIGGER2〜 咲畑梨深   | 咲畑梨深（喜多村英梨） | 「Trust in me」 | Xbox360遊戲CHAOS;HEAD NOAH角色歌                           |        |
| 2009年      |                                                            | | |                                                            |        |
| 1月28日     |                                                            | 逢坂大河（釘宮理惠）、櫛枝實乃梨（堀江由衣）、川嶋亞美（喜多村英梨） | 「」 「」 | 動畫《TIGER×DRAGON！》片尾曲                               |        |
| 3月25日     |                                                            | テン（喜多村英梨） | 「」 | PS2遊戲《かのこん えすいー》角色歌                         |        |
| 3月28日     | believe／Planetary                                         | 春日井キズナ（喜多村英梨） | 「believe」 「Planetary」 | NDS遊戲《電擊學園RPG：女神的十字架》主題歌                 |        |
| 4月30日     |                                                            | 川嶋亞美（喜多村英梨） | 「YES!」 「」 「」 | 動畫《TIGER×DRAGON！》插入歌＆角色歌                       |        |
| 5月27日     |                                                            | 逢坂大河（釘宮理惠）、櫛枝實乃梨（堀江由衣）、川嶋亞美（喜多村英梨） | 「」 「」 | PSP遊戲《龍與虎攜帶版》片尾曲                              |        |
| 7月23日     |                                                            | チアキ（茅原實里）、内田（喜多村英梨）、吉野（豐崎愛生） | 「」 「」内田和吉野 | 動畫《南家三姊妹》角色歌                                   |        |
| 7月23日     |                                                            | キュアベリー（喜多村英梨） | 「」 | 動畫《FRESH光之美少女!》角色歌                             |        |
| 7月23日     | Aggressive zone                                            | ニードレス★ガールズ+（喜多村英梨、遠藤綾、加藤英美里、後藤沙緒里、牧野由依） | 「Aggressive zone」 | 動畫《異能戰士》片尾曲                                     |        |
| 8月（配信） | shining future                                             | 喜多村英梨 | 「 shining future」 | CR《BLOOD+》主題曲                                         |        |
| 8月3日      | 化物語 〜佰物語〜                                          | （神谷浩史）、（斎藤千和）、八九寺真宵（加藤英美里）、神原駿河（沢城みゆき）、千石撫子（花澤香菜）、羽川翼（堀江由衣）、忍野メメ（櫻井孝宏）、忍野忍（平野綾）、阿良々木火憐（喜多村英梨）、阿良々木月火（井口裕香） | 「」 「」 | 廣播劇CD《化物語 〜佰物語〜》主題曲                        |        |
| 9月9日      |                                                            | （喜多村英梨） | 「Where is gold?」 「」 「」 「」 | 動畫《加奈日記》挿入歌                                     |        |
| 9月9日      | NEEDLESS "CHARACTERS LOVE MISSION"                         | イヴ＝ノイシュヴァンシュタイン（喜多村英梨） | 「」 | 動畫《異能戰士》角色歌                                     |        |
| 10月21日    | PURE SONGS @ DREAM C CLUB                                  | みお（喜多村英梨） | 「」 | Xbox360遊戲《ドリームクラブ》角色歌                        |        |
| 10月21日    | Let's! フレッシュプリキュア! 〜Hybrid ver.〜 for the Movie | 茂家瑞季 & キュアフレッシュ!（沖佳苗、喜多村英梨、中川亞紀子、小松由佳） | 「Let's! フレッシュプリキュア! 〜Hybrid ver.〜 for the Movie」 「H@ppy Together!!! for the Movie」                                    | 電影《電影 FRESH光之美少女！玩具王國有很多秘密！？》主題歌 |        |
| 11月11日    | WANTED! for the love                                       | ニードレス★ガールズ+（喜多村英梨、加藤英美里、牧野由依、後藤沙緒里、茅原實里） | 「WANTED! for the love」 | 動畫《異能戰士》片尾曲                                     |        |
| 11月20日    | ユリア100式 ドラマCD                                       | ユリア（喜多村英梨）、ジュリア（伊藤静）、ユリン（後藤麻衣） | 「SHOW TO SHI・TA・I」 | 廣播劇CD《泛用人型少女·百式》主題歌                        |        |
| 11月26日    |                                                            | キュアベリー（喜多村英梨） | 「FRIENDS 〜3Q4love〜」 「Dreaming Flowers」                                                                                          | 動畫《FRESH光之美少女!》角色歌                             |        |
| 2010年      |                                                            | | |                                                            |        |
| 1月27日     |                                                            | 深代京（佐藤利奈）、天野雫（喜多村英梨）、御法川心（こやまきみこ） | 「Secret(>ω<)Princess!!」 | 老虎機《シークレットプリンセス》插入歌                     |        |
| 3月25日     | PURE SONGS 2 @ DREAM C CLUB                                | みお（喜多村英梨） | 「Stay with me!」 | Xbox360用遊戲《ドリームクラブ》角色歌                      |        |
| 4月21日     | SOMEONE ELSE                                               | 種島ぽぷら（阿澄佳奈）、伊波まひる（藤田咲）、轟八千代（喜多村英梨） | 「SOMEONE ELSE」 | 動畫《WORKING!!》片頭曲                                    |        |
| 5月26日     |                                                            | カナタ（金元寿子）、クレハ（喜多村英梨）、ノエル（悠木碧） | 「」 | 動畫《空·之·音》角色歌                                     |        |
| 5月26日     |                                                            | 新城音羽（喜多村英梨） | 「」 | PSP遊戲マリッジロワイヤル〜プリズムストーリー〜角色歌      |        |
| 8月13日     | TOFU -ぷるぷる-                                            | 美甘ひなた（喜多村英梨） | 「TOFU -ぷるぷる-」 | PC遊戲《フレーミングサマー》角色歌                         |        |
| 9月22日     |                                                            | クーデリア（喜多村英梨） | 「0.8cm」 | PS3遊戲《蘿洛娜的工作室～阿蘭德的鍊金術士～》角色歌        |        |
| 2011年      |                                                            | | |                                                            |        |
| 1月26日     | Taste of Paradise                                          | 高梨奈緒（喜多村英梨） | 「Taste of Paradise」 「YELL〜ホイッスルはその胸に〜」                                                                                | 動畫《人家一點都不喜歡啦！》片頭曲                         |        |
| 1月26日     |                                                            | 高梨奈緒（喜多村英梨）、土浦彩葉（井上麻里奈）、近藤繭佳（荒浪和沙） | 「」 「」 | 動畫《人家一點都不喜歡啦！》片尾曲                         |        |
| 3月17日     | 武装神姬 Character Song & Special Radio Rondo Vol.2        | ハウリン（喜多村英梨） | 「BREAK THE SILENCE」 | PSP遊戲《武装神姬 BATTLE MASTERS》角色歌                   |        |
| 3月23日     |                                                            | 高梨奈緒（喜多村英梨） | 「Thrilling Everyday」 「Catch My HOPE」                                                                                              | 動畫《人家一點都不喜歡啦！》角色歌                         |        |
| 4月27日     |                                                            | ULTRA-PRISM with （伊藤加奈惠、喜多村英梨、伊藤静、明坂聰美、矢作紗友里） | 「」 | 動畫《迷糊軟網社》片頭曲                                   |        |
| 5月18日     | SENGOKU GROOVE                                             | （日高里菜）、（豊口めぐみ）、（喜多村英梨）、（平田裕香） | 「SENGOKU GROOVE」 | 動畫《》角色歌                                             |        |
| 5月25日     | S@ng once                                                  | 寺小尾響紀（喜多村英梨） | 「Will be」 | PS3遊戲《L@ve once》角色歌                                 |        |
| 5月25日     |                                                            | 奈亞子（阿澄佳奈）、真尋（喜多村英梨） | 「」 | 廣播劇CD《襲來！美少女邪神》角色歌                         |        |
| 6月15日     |                                                            | 明智ミツヒデ（喜多村英梨） | 「」 「」ミツヒデ、マサムネ（平田裕香） 「」佳乃（日高里菜）、アケリン（喜多村英梨）、トクニャン（明坂聰美）                          | 動畫《》角色歌                                             |        |
| 7月6日      |                                                            | 澤夏琴音（喜多村英梨） | 「」 | 動畫《迷糊軟網社》角色歌專輯                               |        |
| 7月27日     |                                                            | 轟八千代（喜多村英梨） | 「Colorful Days」 「」 | 動畫《WORKING!!》角色歌                                    |        |
| 8月10日     |                                                            | 近衛昴（井口裕香）、涼月奏（喜多村英梨）、宇佐美マサムネ（伊瀨茉莉也） | 「」 「Wonderful Days」 | 動畫《迷茫管家與膽怯的我》片尾曲                           |        |
| 8月24日     | and I'm home                                               | 美樹さやか（喜多村英梨）、佐倉杏子（野中藍） | 「and I'm home」 | 動畫《魔法少女小圓》BD/DVD版第9話片尾曲                    |        |
| 9月21日     |                                                            | 涼月奏（喜多村英梨） | 「Give Me Everything」 「Happy Happy Birthday」                                                                                       | 動畫《迷茫管家與膽怯的我》角色歌                           |        |
| 11月2日     | COOLISH WALK                                               | 種島ぽぷら（阿澄佳奈）、伊波まひる（藤田咲）、轟八千代（喜多村英梨） | 「COOLISH WALK」 | 動畫《WORKING'!!》片頭曲                                   |        |
| 11月23日    | 角色歌 小鳥遊美羽                                          | 小鳥遊美羽（喜多村英梨） | 「Brilliant Days」 | 動畫《要聽爸爸的話！》角色歌                               |        |
| 12月14日    |                                                            | 名取羽美（喜多村英梨） | 「」 | OVA《妄想改造人改藏》角色歌                                |        |
| 2012年      |                                                            | | |                                                            |        |
| 1月25日     | C3 -                                                       | 上野錐霞（喜多村英梨） | 「My Wish」 | 動畫《C³ -魔幻三次方-》角色歌                              |        |
| 2月8日      | とらドラ! BEST ALBUM √HAPPYEND                             | 逢坂大河（釘宮理惠）、櫛枝實乃梨（堀江由衣）、川嶋亞美（喜多村英梨） | 「√HAPPYEND」 「プレパレード」 「フラスコレーション」 「プリーズ フリーズ」 「コンプリイト」 「Yes!」 「カ・ラ・ク・リ」 「オレンジ」 | 動畫《TIGER×DRAGON！》角色歌                               |        |
| 4月25日     | marshmallow justice                                        | 阿良良木火憐（喜多村英梨） | 「marshmallow justice」 | 動畫《偽物語》片頭曲                                       |        |
| 5月9日      | Vocal Track CD                                             | 小鳥遊空（上坂堇）、小鳥遊美羽（喜多村英梨）、小鳥遊雛（五十嵐裕美） | 「Smile Continue」 | PSP遊戲《遊戲版一樣要聽爸爸的話！》主題曲                  |        |
| 5月23日     |                                                            | （真尋（喜多村英梨）、余市（羽多野渉）） | 「黒鋼のストライバー」 | 動畫《襲來！美少女邪神》插入歌                             |        |
| 6月6日      |                                                            | ノワール（今井麻美）、ユニ（喜多村英梨） | 「Sham Cold Girls」「Mission! -cool lady's will-」                                                                                    | PS3遊戲《超次元戰記 戰機少女》角色歌                       |        |
| 6月28日     | you never know                                             | 大塚はつみ（喜多村英梨） | 「you never know」 | PSP遊戲《白衣性恋愛症候群 RE:Therapy》片頭曲               |        |
| 7月18日     | INFINITY                                                   | AKINO、喜多村英梨、KISHOW、川田真美、May'n、栗林美奈實、茅原實里、田村由香里 | 「INFINITY 」 | 演唱會「Animelo Summer Live 2012」主題曲                   |        |
| 7月25日     |                                                            | | 「」 | 動畫《襲來！美少女邪神》角色歌                             |        |
| 10月31日    |                                                            | リリアナシスターズ（姬小路秋子（木戶衣吹）、那須原安娜史塔希亞（茅原實里）、猿渡銀兵衛春臣（下田麻美）、二階堂嵐（喜多村英梨））                                                                                     | 「」 | 動畫《就算是哥哥，有愛就沒問題了，對吧》片尾曲             |        |
| 2013年      |                                                            | | |                                                            |        |
| 2月13日     | Fighting Dreamer／                                         | 焰（喜多村英梨）、詠（茅野愛衣）、日影（白石涼子）、未来（後藤沙緒里）、春花（豐口惠） | 「」 | 動畫《閃亂神樂》片尾曲                                     |        |
| 2月20日     |                                                            | （八坂真尋） | 「Gimme a fork × …やめた。」 「太陽言わない燃えよカオス」                                                                             | 動畫《襲來！美少女邪神W》角色歌                            |        |
| 3月27日     |                                                            | 真尋（喜多村英梨） | 「」 | 動畫《襲來！美少女邪神W》角色歌                            |        |
| 4月24日     |                                                            | （真尋（喜多村英梨）、余市（羽多野涉）） | 「Blast of Fate 」 | 動畫《襲來！美少女邪神W》插入歌                            |        |
| 9月25日     |                                                            | 星河聖羅（喜多村英梨） | 「〜Quando voglio su una stella」 | 動畫《穿透幻影的太陽》角色歌                               |        |
| 2014年      |                                                            | | |                                                            |        |
| 1月29日     | 京騷戲畫 歌曆--                                            | 八瀨（喜多村英梨） | 「grace」 | 動畫《京騷戲畫》角色歌                                     |        |
| 2月19日     |                                                            | （安元洋貴、長嶝高士、小林由美子、柿原徹也、青山桐子、喜多村英梨） | 「」 | 動畫《鬼燈的冷徹》片頭曲                                   |        |

## 腳註

## 关联人物
- 今井麻美（同事务所的前辈、同一组合的前辈）

## 外部連結
- （日語）事務所官方簡介
- （日語）喜多村英梨官方網站
- （日語）喜多村英梨的X（前Twitter）
- （日語）KING AMUSEMENT CREATIVE 喜多村英梨（页面存档备份，存于）